# Покровская церковь (Луцк)
Свято-Покровская церковь (укр. Свято-Покровська церква; Храм Покрова Пресвятой Богородицы, укр. Собор Покрови Пресвятої Богородиці) — православный храм в городе Луцк Волынской области Украины, старейший из ныне действующих в городе православных храмов. Памятник архитектуры XVII—XIX веков. Покровская церковь находится на территории Государственного историко-культурного заповедника «Старый Луцк» по ул. Даниила Галицкого, 12. Принадлежит Украинской православной церкви (Московского патриархата), служит в качестве кафедрального собора Луцкой и Волынской епархии.

## История
По данным XIX века, основателем Покровской церкви был литовский князь Витовт, однако допускается[кем?], что храм был построен ещё внуками князя Владимира Великого. Согласно архивным документам в 1583 году церковь считалась уже старой и нуждалась в ремонте.
После 1625 года храм разобрали, и на её месте заново построили деревянный, а затем каменный храм. В 1637 году при православном Луцко-Острожском епископе Афанасии Пузыне был проведён капитальный ремонт: храм был облицован кирпичом, для расширения алтаря пристроена алтарная апсида, а сверху была построена надстройка, покрытая новой крышей.

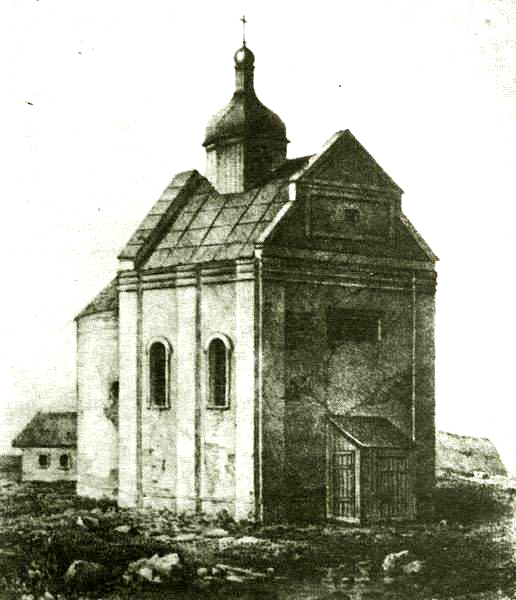
Свято-Покровская церковь, середина XIX века

В 1803—1880 годах Свято-Покровская церковь служила кафедральным собором, в 1803—1826-м — греко-католическим, в 1826—1880-м — православным. В 1831 году и после пожара в 1845 году она вновь ремонтировалась. В 1873—1876 годах кровлю украсили куполами, к храму пристроили колокольню с «бабинцем», а по бокам апсиды пристроены ризница и понамарка. К 1914 году при Покровской церкви работала двухэтажная церковно-приходская школа, имелись домик псаломщика и кладбище.
В 1930-е годы, когда Волынь входила в состав Польши, униатами была предпринята неудачная попытка забрать Покровскую церковь.
В 1960 году ураганом снесло центральный купол храма, который был восстановлен в 1968 году.
В 1992 году была предпринята попытка перехода храма под юрисдикцию Киевского патриархата; к этому времени Покровская церковь оставалась последним храмом Московского патриархата в Луцке. Распоряжением главы Луцкого городского Совета и решением Луцкого горисполкома Свято-Покровская церковь была опечатана. Покровская церковь на три недели приостановила свою деятельность. В это время архиерейское богослужение совершалось в небольшом помещении для сторожа, находящемся около церкви. В этом же помещении разместилось епархиальное управление и семинария.

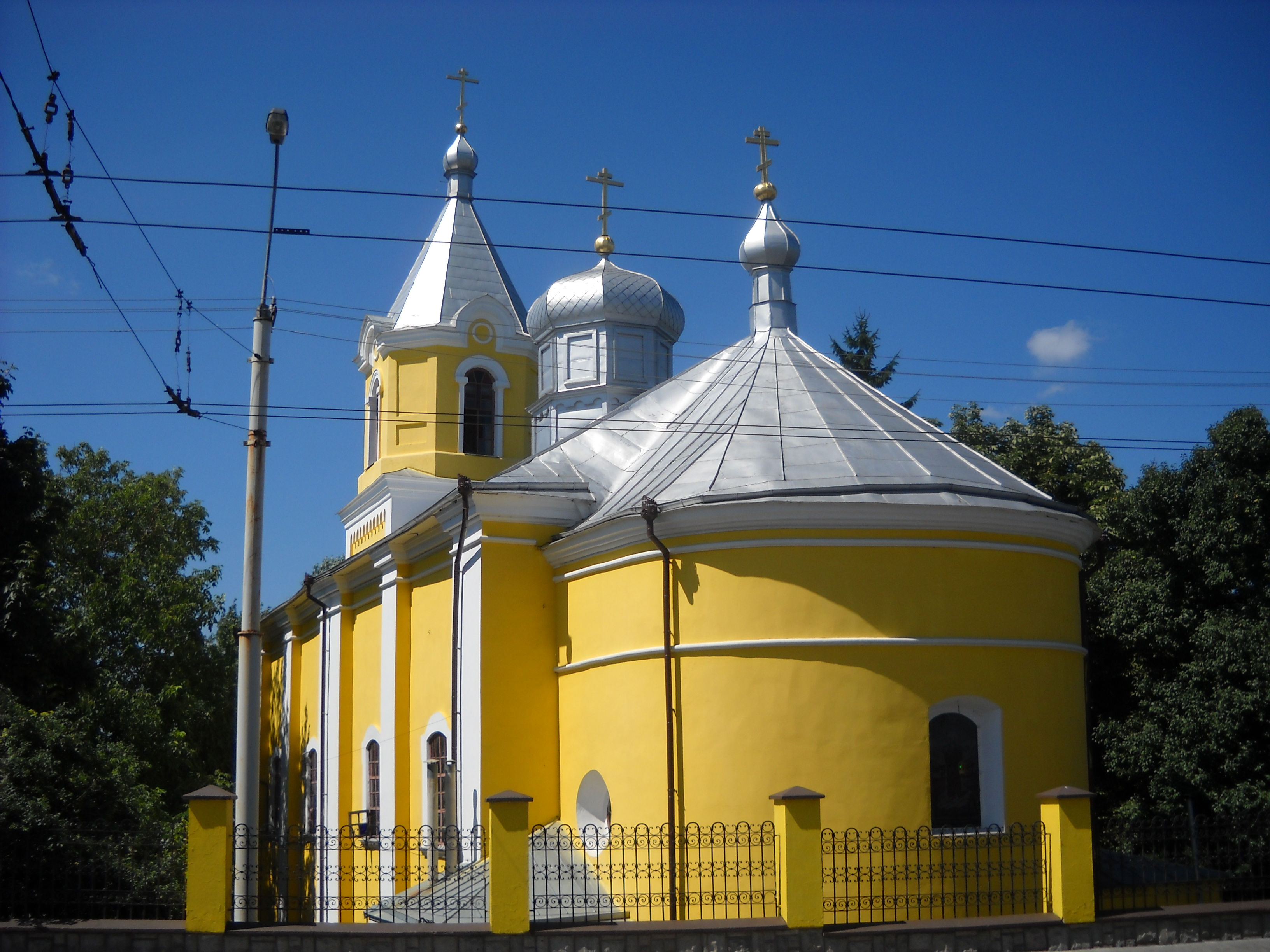
Церковная апсида

Нынешний интерьер церкви принадлежит к сравнительно позднему периоду: иконостас был установлен в 1887 году, стены расписывали в 1932 и 1966 годах. До 1962 года в Свято—Покровской церкви находилась Волынская икона Божией Матери, одна из древнейших и наиболее почитаемых икон в округе (ныне хранится в Национальном художественном музей Украины).
В Свято-Покровской церкви в правой от входа стене есть два захоронения бывших настоятелей храма: протоиерея Александра Теодоровича († 1879) и протоиерея Александра Огибовского († 1938).